# Pierre Bayle
Pierre Bayle (Carla-le-Comte, 18 de novembre de 1647 - Rotterdam, 28 de desembre de 1706) va ser un filòsof francès. Pierre Bayle va ser el primer que va lluitar per alliberar-se del jou de la religió i va ajudar d'altres a fer-ho també. El seu Dictionnaire historique et Critique, publicat per primera vegada el 1697, va ser un autèntic escàndol. El pensament religiós i l'acció religiosa s'examinen a la llum de la raó i la moral racional, i han demostrat ser un fracàs.

## Trajectòria
Nascut a Carla-le-Comte, prop de Pàmies (Arieja), va ser educat pel seu pare (un pastor hugonot) Jean Bayle († 1685) i la seua mare Jeanne Bayle, de soltera de Bruguière († 1681). Després va estudiar a l'acadèmia protestant de Puèglaurenç (Departament de Tarn). En 1669 va ingressar en un col·legi de jesuïtes de Tolosa, i es va fer catòlic un mes després. Disset mesos després es va penedir i va tornar al calvinisme però, per evitar la persecució, va fugir a Ginebra, on va descobrir l'obra de René Descartes.
Durant alguns anys va actuar sota el pseudònim de Bèle com institutor en diverses famílies de París, i en 1675 va ser nomenat catedràtic de Filosofia a la Universitat Protestant de Sedan, en Lorena, que en l'època encara formava part d'Alemanya. En 1681 la universitat va ser tancada per l'Estat francès, que va augmentar la pressió sobre els protestants. Bayle es va refugiar als Països Baixos, com molts altres intel·lectuals protestants francesos, i gairebé immediatament després va ser nomenat professor de Filosofia i Història a l'École Illustre de Rotterdam, que acabava d'inaugurar-se.
Aquí, va publicar en 1682 Lettre sur la Comète de 1680 que publicaria de nou ampliat en 1683 amb el títol de Pensées Diverses sur la Comète de 1680. El cometa esmentat és el Halley i l'empra com a excusa per criticar les supersticions associades amb els cometes. Afirma que el coneixement ha de ser constantment comprovat. A la segona revisió posa les bases d'una moral o ètica no dependents de la religió, en la qual defensa la tesi - impensable en l'època - que un ateu no ha de ser immoral i viciós. També va publicar les seues crítiques al treball de Louis Maimbourg sobre la història del calvinisme. La gran reputació adquirida per aquesta crítica va fomentar l'enveja del company de Bayle, Pierre Jurieu, que havia escrit un llibre sobre el mateix assumpte.
En 1684 Bayle va començar a publicar Nouvelles de la république des lettres, una mena de diari de crítica literària del qual també era el principal patrocinador. El diari estava dirigit a aquells intel·lectuals que tenien al francès com la llengua de la literatura, la filosofia i la ciència. Va ser el primer intent seriós de popularitzar la literatura i que va tenir èxit.
Quan Lluís XIV de França va derogar en 1685 l'Edicte de Nantes, que havia estat promulgat per Enric IV, es calcula que uns 200.000 protestants van fugir de França. Bayle va reaccionar amb dos escrits crítics: Ce que c'est que la France toute catholique sous li règne de Louis le Grand (El que la catoliquíssima França (realment) és sota el regnat de Lluís el Gran; 1686), en la que estigmatitza la intolerància religiosa i la funesta barreja d'Església i Estat, i Commentaire philosophique sur ces paroles de Jésus-Christ «Contrains-les d'entrer» (Comentari filosòfic de les paraules de Jesucrist «Obligals a entrar»; 1687), on s'aixeca en contra de les conversions forçades, assenyalant que el mateix Jesús mai va obligar a ningú a convertir-se i que no té sentit imposar un credo a una persona, si la seua consciència li dicta una altra decisió. És comparable a l'Epístola de Tolerància de John Locke. Alhora, defensa els preceptes dels Evangelis i dels ensenyaments de Jesucrist, en qui percebia una doctrina pacífica on la coerció era absent.
En 1690 es va editar l'obra Avis important aux refugiés (Avís important als refugiats), que Jurieu va atribuir a Bayle i a la qual va atacar amb animositat. Després d'una llarga disputa, se li va retirar la càtedra a Bayle al 1693. No es va intimidar per aquest cop, principalment perquè estava ocupat en la preparació del seu Dictionnaire historique et critique (Diccionari històric i crític; 2 vols. 1695/1696, 4 vols. 1702).

## Diccionari històric i crític

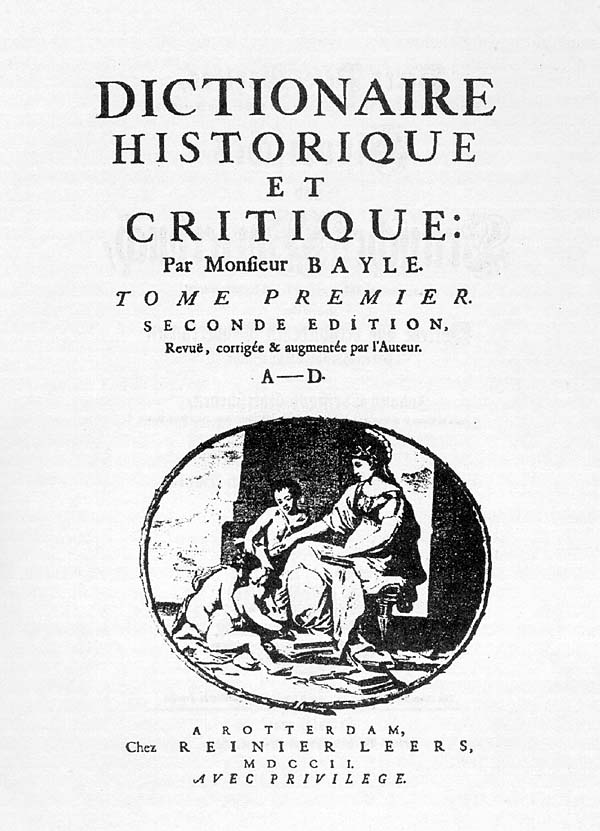

En principi estava previst que el Dictionnaire historique et critique fos una versió millorada del Grand Dictionnaire historique (1674) -un valuós diccionari enciclopèdic sobre persones famoses del jesuïta Louis Moréri-, però amb el temps va evolucionar en un tipus nou d'obra de consulta. En efecte, Bayle no es va limitar a recollir l'estat del coneixement contemporani de personatges i figures històriques, sinó que intenta anar més enllà i presentar una visió critica d'aquest coneixement. Reprèn l'actitud d'aquells que tergiversaven la Bíblia per fer ús de la violència. Assenyala que Jesús mai va fer violència ni obligar a ningú a convertir-se. Critica el mètode que fa servir l'Església de Roma a França per perseguir les minories protestants i d'altres creences. Introdueix com a absoluta novetat la forma de les seves entrades: curtes i reduïdes als fets, però amb llargues notes a peu de pàgina on cita fonts i autoritats, fins i tot aquelles que es contradiuen entre si, de manera que obliga el lector a dubtar dels fets narrats i a pensar i decidir pel seu compte. Bayle demostra d'aquesta manera que la història, com es donava per descomptat anteriorment, no és simplement reunir i presentar fets, sinó que els fets mateixos ja representen un problema, i que la seva reconstrucció i interpretació són el principal deure de l'historiador. Per això, Ernst Cassirer considera a Bayle com el creador del rigor científic en els estudis d'història.

## Homenatges

### A França
En 1879, la vila natal de Pierre Bayle, Le Carla-le-Comte, pren el nom de la Carla-Bayle, en honor del filòsof, dissenyat com un símbol republicà.
El 5 de setembre de 1905, una estàtua en el seu honor es va inaugurar a Pàmies com a "reparació d'un llarg temps oblidat" enmig de la controvèrsia política i religiosa de la discussió a l'Assemblea Nacional d'Esglésies i la llei de separació de l'Estat. Aquesta inauguració va seguir una primera deliberació del consell municipal el 5 de novembre de 1897, a iniciativa d'Albert Tournier, futur adjunt, radical-socialista. El comitè format sota la presidència de l'alcalde Edmond Durrieu dirigirà el projecte fins a la seua finalització amb l'adopció final: 25 de febrer de, 1904 i l'acord per l'Ajuntament una subvenció de 1.000 francs i la concessió de la ubicació. L'estàtua es deu a Honoré Icard, qui va rebre per aquest treball 10.000 francs. Aquesta estàtua fou fossa sota el règim de Vichy i no ha estat substituïda posteriorment. El 2007, el bust de Pierre Bayle que es trobava al pati de l'ajuntament s'ha emmagatzemat en les reserves, víctima col·lateral del segrest del bust del revolucionari Marc-Guillaume Alexis Vadier a iniciativa de l'Alcalde André Trigano. Per tant, no hi ha homenatge públic a Pierre Bayle a Pamiers.

### Al Països Baixos

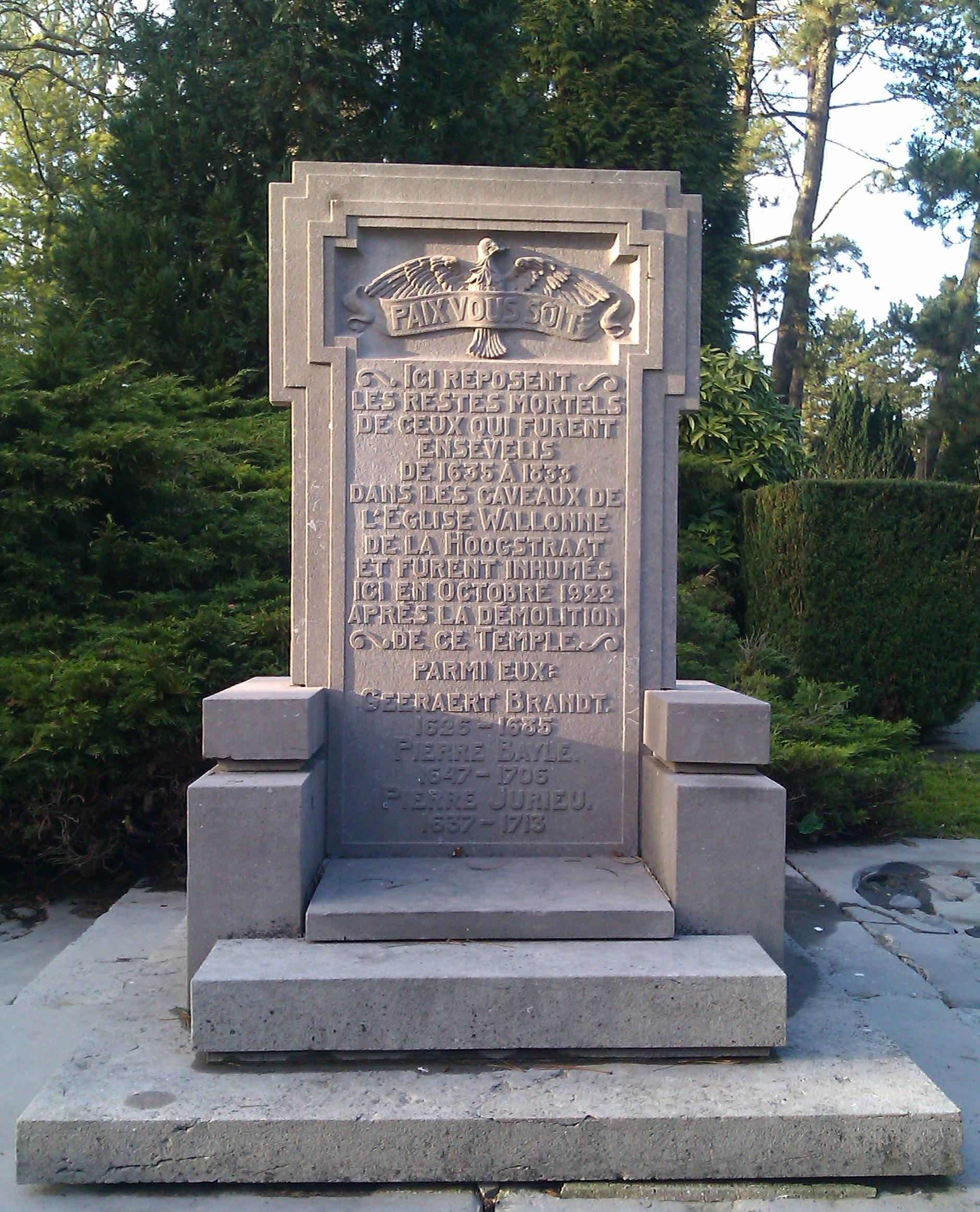
Monument commemoratiu de les tombes protestants wallonnes al cementiri de Crooswijk (Pierre Bayle hi és mencionat).

Als Països-Baixos per contra, la memòria de Pierre Bayle, qui hi ha viscut i publicat durant 25 anys, ha quedat perenne, particularment a Rotterdam, lloc de la seua mort.
- La tomba de Pierre Bayle se situava a l'antiga església wallonne de Rotterdam. Després de la seua destrucció l'any 1922, el conjunt de despulles han estat reagrupades al cementiri de Crooswijk, on un monument recorda la presència, entre d'altres, de les restes de Pierre Bayle a l'ossera (on cohabita amb el seu adversari Pierre Jurieu.)
- El 1959, un carrer del centre-ciutat de Rotterdam rep el nom de carrer Pierre Bayle (Pierre Baylestraat). A aquest carrer es troba l'església wallonne actual de Rotterdam, fundada pels refugiats huguenots arribats durant la mateixa època que Pierre Bayle.
- El 1959, un carrer del centre-ciutat de Rotterdam rep el nom de carrer Pierre Bayle (Pierre Baylestraat). A aquest carrer es troba l'església wallonne actual de Rotterdam, fundada pels refugiats huguenots arribats durant la mateixa època que Pierre Bayle.
- En 2012 s'instal·la sobre el parvis de l'església Sant-Laurent de Rotterdam (Grotekerkplein), a prop de la gran estàtua de peu d'Erasme, una obra d'art commemorativa de Pierre Bayle, un banc portant la inscripció en francès "Pierre Bayle el Filòsof de Rotterdam (1647-1706)".[13]

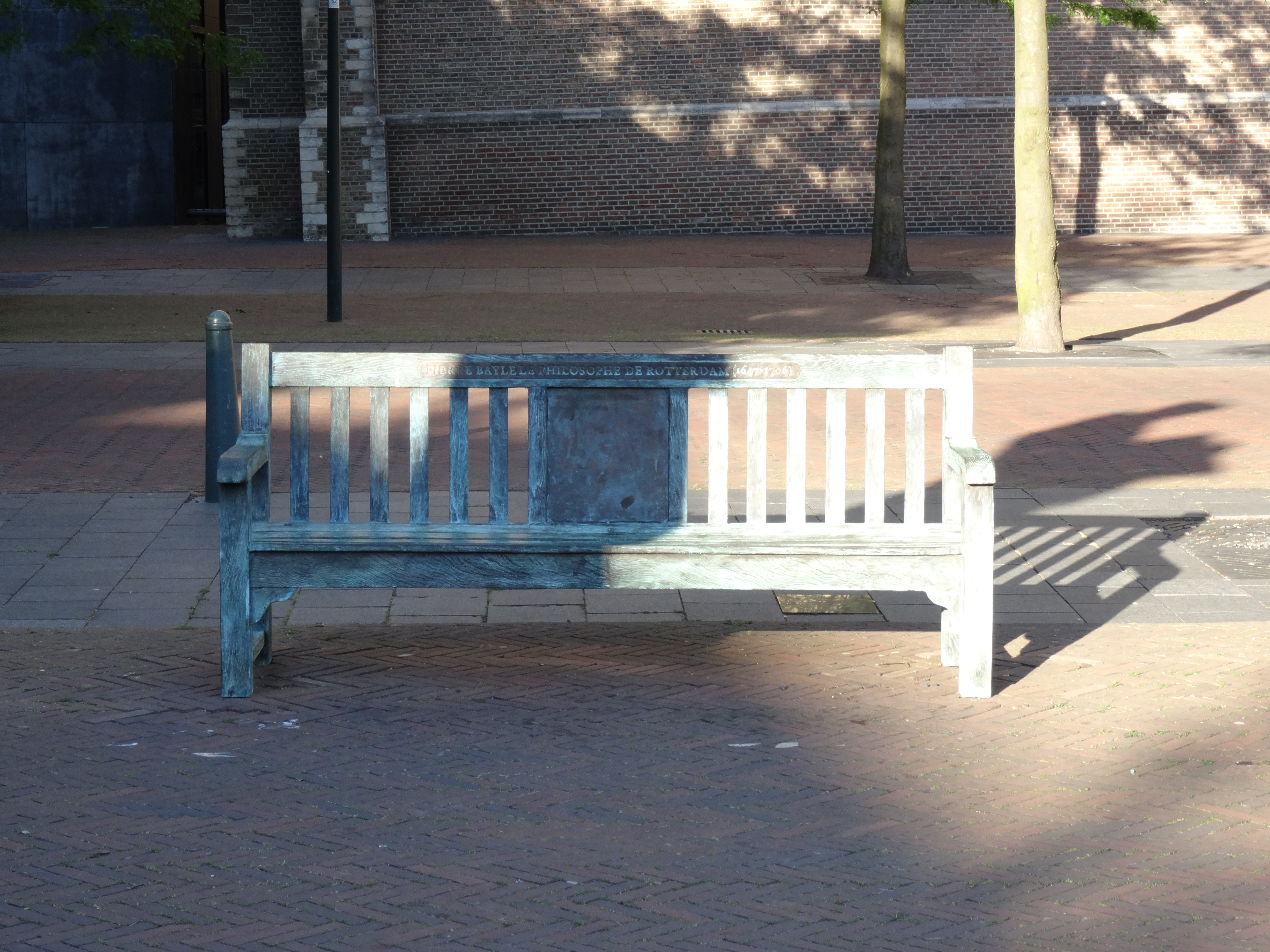
Banc públic a la memòria de Pierre Bayle, a Grotekerkplein, Rotterdam

La filosofia de Pierre Bayle és també molt presenta a les ments:
- Des de 1989, es realitza la conferència Pierre Bayle cada dos anys a Rotterdam, donant a una personalitat científica a l'ocasió per expressar-se sobre una qüestió filosòfica d'actualitat. Organitzada per la Fundació Pierre Bayle qui es fixa el doble objectiu de desenvolupar la cultura de la reflexió filosòfica i d'impulsar el clima intel·lectual de Rotterdam.[14]
- Al si de la Universitat Radboud de Nimègue, l'Institut Pierre Bayle es consagra a les investigacions històriques sobre els períodes modern i contemporanis.
- Des de 1956, el premi Pierre Bayle recompensa cada dos anys un critica literària. entre els guardonats: Hans Warren (1970), Aad Perjudica (1984) i Michaël Zeeman (2010).